# Incohérence temporelle

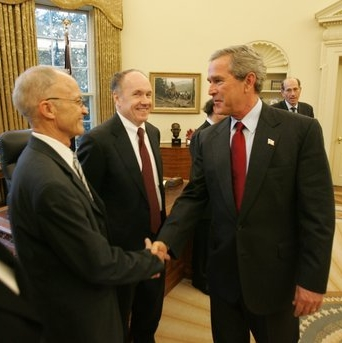
F. Kydland et E. Prescott ont reçu le Prix d’Économie de la Banque de Suède en 2004.

Pour les articles homonymes, voir Incoherence.
L'incohérence temporelle est une situation dans laquelle une politique économique décidée à un moment devient inutile quelque temps plus tard, souvent lorsqu'elle est entrée en œuvre. Il s'agit d'un concept utilisé en économie et en science politique.

## Concept
En 1977, les économistes Finn Kydland et Edward Prescott publient un article, Rules rather than discretion : The inconsistency of optimal plans, qui est très vite commenté par la profession économique. Les auteurs mettent en lumière un phénomène d'incohérence à travers le temps des politiques publiques. Selon eux, la dimension intertemporelle des politiques doit être prise en compte en ce qu'une décision qui semble optimale à court terme peut ne pas l'être à long terme. Ainsi, l'incohérence temporelle est telle qu'une fois entrée en vigueur, la décision n'est déjà plus cohérente avec l'objectif visé par le politique.
Kydland et Prescott soutiennent que, pour éviter un tel problème, il convient de restreindre l'intervention de la puissance publique à travers des règles. Les politiques discrétionnaires, décidées conjoncturellement, seraient ainsi à proscrire. En effet, les politiques discrétionnaires relèvent de choix d'optimisation continue, incrémentale, et donc elles sont difficilement anticipables. La politique économique doit s'attacher à suivre des règles établies à l'avance, et les choix et différents arbitrages doivent plutôt se faire entre règles différentes.

## Postérité
L'incohérence temporelle et la primauté de la règle sur le discrétionnaire ont eu une influence importante sur les politiques économiques qui ont été menées après la publication de l'article. Dans le domaine de la politique monétaire, l'indépendance des banques centrales et leur souci de crédibilité afin d'ancrer les anticipations relèvent de cette considération pour l'incohérence temporelle. En matière de politique de change, de nombreux pays se sont attachés à ancrer leur taux de change sur une monnaie forte, pour inspirer de la confiance et de la crédibilité. 
De même en matière de politique budgétaire, où les concepts de règle d'or et de règles budgétaires émanant des traités européens sont des exemples de politiques de règles. 
Une étude de l'OCDE de 2003 sur la relation entre la phase dans le cycle économique français et les dépenses publiques françaises montre un décalage entre la perception de la phase dans le cycle et la position réelle dans celui-ci, causant une incohérence temporelle des politiques budgétaires. 